# Inception
Inception (ung. "Påbörjande") är en amerikansk thriller/sci-fi/action-långfilm från 2010 i regi av Christopher Nolan som också har skrivit manus. Medverkar gör bland andra Leonardo DiCaprio, Joseph Gordon-Levitt, Ellen Page, Cillian Murphy och Ken Watanabe.

## Handling
Dominick "Dom" Cobb och Arthur är "extractors", som utövar industrispionage med hjälp av en experimentell, militär teknik för att infiltrera det undermedvetna hos sina offer och därigenom extrahera värdefull information genom en delad drömvärld. Deras senaste uppdragsoffer, den japanska affärsmannen Saito, avslöjar att han arrangerade uppdraget själv för att testa Cobb inför ett till synes omöjligt jobb: att plantera en idé i en persons undermedvetna istället för att ta den, kallat "inception". För att bryta upp energikonglomeratetet av den dödligt sjuke konkurrenten Maurice Fischer, vill Saito att Cobb övertygar Fischers son och arvinge Robert att upplösa sin fars företagsimperium. I gengäld lovar Saito att använda sitt inflytande för att fria Cobb från efterlysningen för mordet på sin fru, så att han kan återvända hem till sina barn.
Cobb accepterar erbjudandet och sätter ihop sitt team: Eames, en bedragare och identitetsförfalskare; Yusuf, en kemist som kokar ihop ett kraftfullt sömnmedel för en stabilare "dröm inom en dröm"-strategi; och Ariadne, en arkitektstudent med uppgift att designa drömlandskapen, rekryterad med hjälp av Cobbs svärfar, professor Stephen Miles. Under en delad dröm med Cobb, får Ariadne se att hans undermedvetna huserar en fientlig projektion av hans bortgångna fru Mal.
När Maurice Fischer dör i Sydney, eskorterar Robert Fischer kroppen på en tio timmar lång flygning tillbaka till Los Angeles. Teamet (inklusive Saito, som vill övervaka sina intressen) använder flygningen som sitt perfekta tillfälle att söva ner och ta Fischer till en delad dröm. På varje drömnivå stannar den som "äger drömmen" kvar för att skapa en "kick" (sömnryck) som kommer att användas för att väcka de andra i gruppen från den djupare drömnivån under; För att lyckas måste rycken synkroniseras med varje drömnivå, en uppgift som ytterligare kompliceras av att tiden flyter mycket snabbare i varje successiv nivå uppåt verkligheten. På grund av hjärnans högre aktivitet i drömmar är varje nivå, tack vare Yosufs sömnmedel ca 20 gånger långsammare än den föregående. En 10 timmars flygning motsvarar därför ungefär en vecka i första nivån, nästan 6 månader i andra nivån osv.
Första nivån är Yusufs dröm, ett regnigt Los Angeles. Gruppen kidnappar Fischer men de attackeras av tungt beväpnade projektioner av Fischers undermedvetna, som tränats för att försvara honom mot "extractors". De lyckas ta Fischer och en skottskadad Saito till en lagerlokal, där Cobb förklarar att Saitos eventuella död normalt skulle ha väckt honom, men Yosufs kraftiga sömnmedel som alla använder för att stabilisera så många drömnivåer snarare kommer att skicka en död drömmare till "Limbo", en värld av evig undermedvetenhet från vilken flykt är extremt svårt, om inte omöjligt, och man riskerar att glömma att man befinner sig i en dröm. Trots Saitos skador och Fischers undermedvetna insatsstyrka i ryggen fortsätter de med uppdraget. Eames utger sig för att vara Fischers gudfar, Peter Browning, med syfte att få Fischer att omvärdera sin fars testamente. Yosuf kör iväg medan övriga i bilen drömmer sig vidare till nästa nivå.
I andra nivån, ett hotel som dröms av Arthur, övertalar Cobb Fischer att han blivit kidnappad av Browning och att Cobb själv är hans undermedvetna beskyddare. Cobb får honom att följa med gruppen ytterligare en nivå för att undersöka Brownings undermedvetna. I själva verket är det snarare Fischers undermedvetna de är intresserade av.
Tredje nivån dröms av Browning, det vill säga den utklädda Eames, och tar formen av ett modernt, militärskyddat fort på ett snöigt berg i alperna. Gruppen måste infiltrera fortet och hålla undan alla vakter medan Cobb tar Fischer till motsvarigheten av hans undermedvetna. Yusuf, som befinner sig i en våldsam biljakt i första nivån, tvingas köra ut på en bro och krascha ner mot vattnet, vilket initierar hans kick för tidigt. Detta orsakar en lavin i Eames dröm och tar helt bort gravitationen i Arthurs nivå. Arthur tvingas att improvisera en ny kick som synkroniserar med när bilen oundvikligen kommer att slå i vattnet. När Cobb och Fischer når sitt mål dyker Mals projektion upp från ingenstans och skjuter Fischer; Cobb dödar Mal, och Saito dör av sina tidigare skador. Ariadne och Cobb drömmer sig ner ytterligare en nivå, ner till Limbo, för att rädda Fischer och Saito medan Eames börjar rigga sin kick genom att aptera sprängmedel runt hela fortet.
Cobb erkänner för Ariadne att han och Mal varit i Limbo under ett experiment med dröm-delnings-teknologin. Nersövda under endast ett par timmar i verkligheten, tillbringade de 50 år i Limbo och konstruerade en värld från sina gemensamma minnen. När Mal sedan vägrade återvända till verkligheten planterade Cobb en form av inception genom att återaktivera hennes totem (ett enkelt objekt drömmare använder för att veta skillnaden mellan dröm och verklighet) och därigenom påminna hennes undermedvetna om att deras värld inte var på riktigt. När de vaknade var Mal fortfarande övertygad om att hon drömde. I ett försök att vakna på riktigt begick hon självmord efter att ha satt dit Cobb för att göra detsamma. Nu jagad för mord flydde Cobb från USA och lämnade sina barn med sin svärfar Professor Stephen Miles.
Genom Ariadne och sin berättelse kommer Cobb till slut över sina skuldkänslor för Mals död. De hittar både Fischer och Mal i paret Cobbs gamla lägenhet. Ariadne dödar Mals projektion och väcker Fischer och sig själv genom att kasta sig ut från balkongen. Återupplivad i tredje drömnivån tar sig Fischer in i ett säkerhetsrum där han upptäcker och accepterar den planterade idén: en projektion av hans döende far som önskar att han går sin egen väg. Med uppdraget slutfört vaknar gruppen via de synkroniserade kickarna genom varje nivå till verkligheten medan Cobb stannar i Limbo för att leta efter Saito. Cobb hittar honom till slut och påminner en nu gammal Saito om deras överenskommelse. De tar sina liv, vaknar tillsammans med de andra på flygplanet och Saito ringer sitt samtal.
Efter landning på Los Angeles flygplats tar sig Cobb genom gränskontrollen utan flagg och Professor Miles kör hem honom till hans hus och hans barn. För att kontrollera verkligheten en sista gång tar han fram sin totem – en snurra som hade fortsatt snurra oavbrutet i en dröm men som till slut slutat i verkligheten. Han ignorerar däremot resultatet och springer istället ut till sina barn i trädgården. Tittaren lämnas också med obesvarat resultat, då snurran spinner vidare och endast rycker till något innan skärmen blir svart.

## Utmärkelser
Fotografen Wally Pfister belönades med en Oscar i kategorin Bästa foto för Inception. Den fick också pris för visuella effekter, ljudmixning och ljudredigering.

## Rollista

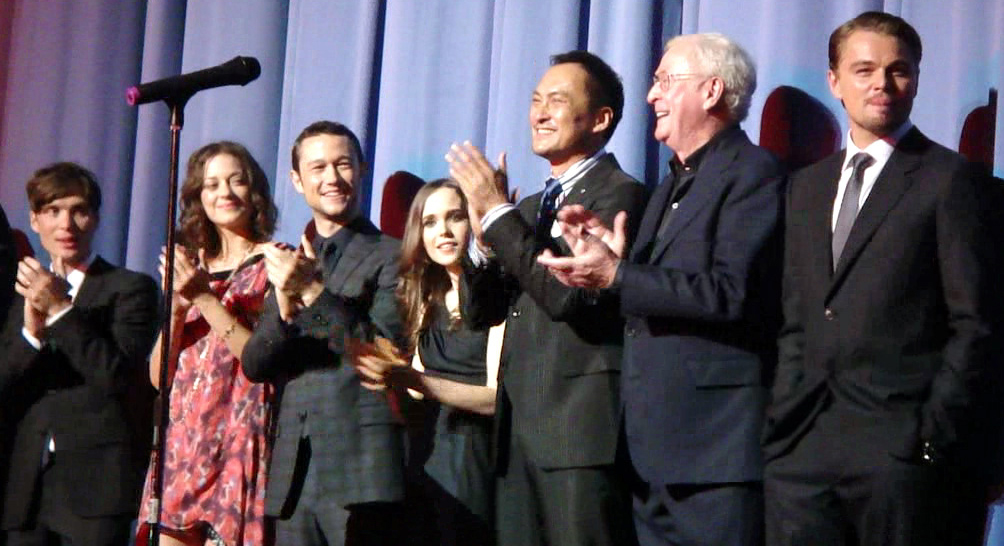
Filmens huvudsakliga skådespelare vid filmens premiär 12 juli 2010.

| Leonardo DiCaprio    | – Dom Cobb        |
| Elliot Page          | – Ariadne         |
| Joseph Gordon-Levitt | – Arthur          |
| Ken Watanabe         | – Saito           |
| Marion Cotillard     | – Mal             |
| Tom Hardy            | – Eames           |
| Cillian Murphy       | – Robert Fisher   |
| Dileep Rao           | – Yusuf           |
| Tom Berenger         | – Peter Browning  |
| Pete Postlethwaite   | – Maurice Fischer |
| Lukas Haas           | – Nash            |
| Michael Caine        | – Miles           |